# Дука ал-Руми
Дука ал-Руми (на арабски: ذوكه الرومي, буквално Дука римлянина, починал на 11 август 919 г.) е византийски грък на служба в Абасидския халифат, където е управител на Египет в периода 915 – 919 г.
Той е назначен за управител на Египет през 915 г. от главнокомандващия на Абасидите Мунис ал-Музафар като част от усилията му да стабилизира ситуацията в страната и да отблъсне фатимидското нашествие, което успяло да превземе Александрия. По това време Дука се намирал в Алепо и пристигнал в Египет в края на август, наследявайки поста от Такин ал-Хазари. Първият опит на Фатимидите да превземат Египет завършва с неуспех благодарение на намесата на Мунис, но скоро Фатимидите започват да правят планове за второ нападение, започвайки с превземането на Барка след 18-месечна обсада през 917 г. Фатимидите очевидно са имали симпатизанти в Египет, тъй като от началото на IX век населението на Египет започнало да негодува срещу управлението в Багдад; Дука е принуден да екзекутира няколко души заради кореспонденцията им с фатимидския владетел Ал-Махди Била и неговия син Ал-Каим би-Амр Аллах.
Въпреки че Дука подсилил гарнизона на Александрия след разграбването на Барка, пристигането на фатимидските експедиционни сили през юли 919 г. го изненадало. Управителят на града и син на Дука, Музафар, избягал заедно със своите помощници и голяма част от населението, оставяйки града да бъде разграбен. Усилията на Дука да отблъсне новото нашествие са възпрепятствани от нежеланието на войниците от провинциалния гарнизон във Фустат да се бият, изострено от обичайните забавяния на заплащането им, което в началото принудило Дука да разчита на доброволци. Въпреки това той се придвижва бързо от Фустат на отсрещната страна на Нил, за да подсигури Гиза, като построи крепост там. Скоро след това обаче новият данъчен администратор на Египет, Ал-Хусейн ал-Мадхараи, пристигнал с достатъчно средства, за да изплати просрочените възнаграждения на редовните войски.
Дука починал на 1 август 919 г. и бил наследен от своя предшественик Такин, който пристигнал да поеме поста си през януари. Още веднъж, намесата на Мунис през следващата година спасява Фустат и прогонва Фатимидите от страната.

## Препратки
1. 1 2  Halm 1996, с. 205.
2. ↑  Halm 1996, с. 205 – 206.
3. ↑  Brett 2001, с. 146 – 147.
4. 1 2  Halm 1996, с. 207.
5. ↑  Halm 1996, с. 208ff..